# CONSTRAINT
CONSTRAINT je klíčové slovo jazyka SQL, které v databázové tabulce umožňuje vytvořit omezení s podmínkami, jež musí být splněny pro hodnoty jejích sloupců při vkládání nebo změnu záznamů. Tato omezení lze pojmenovat a nadále s nimi manipulovat jako s ostatními nedatovými objekty tabulky (kterými jsou například indexy, cizí klíče či spouště). Nemá-li návrhář databáze v plánu s těmito omezeními manipulovat, nemusí za CONSTRAINT specifikovat název omezení, ba co víc – pro většinu omezení tabulky lze v SQL vynechat i klíčové slovo CONSTRAINT.

## Příklady
Vytvoření omezení c1 a c2 pro sloupce mesic a den, resp. jejich povolené hodnoty.
```
CREATE
 
TABLE
 
soutezni_otazka
(

    
mesic
 
TINYINT
,

    
den
 
TINYINT
,

    
otazka
 
TEXT
,

    
CONSTRAINT
 
c1
 
CHECK
 
(
mesic
 
BETWEEN
 
1
 
AND
 
12
),

    
CONSTRAINT
 
c2
 
CHECK
 
(
den
 
BETWEEN
 
1
 
AND
 
31
)

);

```

Vytvoření pojmenovaného omezení c2 pojícího se s klíčem tabulky.
```
CREATE
 
TABLE
 
produkty
(

    
id
 
INT
 
NOT
 
NULL
,

    
nazev
 
VARCHAR
(
50
),

    
cena
 
DECIMAL
(
5
,
2
),

    
CONSTRAINT
 
c2
 
PRIMARY
 
KEY
 
id

);

```

CONSTRAINT lze využít i pro vytvoření jiného než primárního klíče a též klíče nad vícero sloupci. Následující příkaz vytvoří spolu s tabulkou omezení pro její záznamy, které zabrání vložení dne a měsíce, které (myšleno oba zároveň) již v tabulce existují:
```
CREATE
 
TABLE
 
soutezni_otazka
(

    
mesic
 
BYTE
,

    
den
 
BYTE
,

    
cena
 
DECIMAL
(
5
,
2
),

    
CONSTRAINT
 
c2
 
UNIQUE
 
KEY
 
mesic_den
(
mesic
,
 
den
)

);

```